# Paul Spirakis
Paul Spirakis, né le 29 août 1955 en Grèce, est un informaticien théoricien qui travaille notamment en  algorithmique, complexité informatique et en théorie algorithmique des jeux.

## Biographie
Paul Spirakis est diplômé en ingénierie électrique à l'université polytechnique nationale d'Athènes en juin 1978. Il obtient une maîtrise en mathématiques appliquées à l’université Harvard en 1979, et un Ph.D. en 1982, toujours à Harvard, sous la supervision de  John Reif (en),, avec une thèse intitulée « Probabilistic Algorithms, Algorithms with Random Inputs and Random Combinatorial Structures ». 
Il est professeur assistant au Courant Institute de New York de 1982 à 1987. Il est chercheur sénior au Computer Technology Institute of Greece à partir de 1985, professeur associé d'informatique  à l'université de Patras à partir de 1985, professeur à part entière depuis 1990. Paul Spirakis est en même temps professeur d'informatique à l'université de Liverpool depuis 2013. Il y dirige la section de recherche en algorithmique.

## Honneurs et responsabilités
Il est Fellow de l'EATCS en 2014, et président de l'EATCS depuis 2016.  Il est membre de l'Academia Europaea depuis 2010.
Il est éditeur en chef du track A  du journal Theoretical Computer Science depuis 2015.

## Travaux
Paul Spirakis travaille en algorithmique, notamment en théorie du calcul distribué, complexité informatique, en théorie algorithmique des jeux. Il contribue à la théorie des graphes, aux fondements des réseaux, aux problèmes de sécurité. Actif au niveau européen dans de multiples projets de recherche, Paul Spirakis est un auteur très prolifique, avec près de 150 articles en revue et plus de 250 communications à des congrès et colloques. Il est actif comme éditeur d'actes de colloques, il figure aussi dans de nombreux comités scientifiques de colloques, comme membre du comité éditorial de revues : en plus de TCS, Algorithms Review,  Computational Geometry, Parallel Processing Letters, Mathematical Systems Theory (maintenant Theory of Computing Systems). Il est co-auteur de deux livres :
- Othon Michail, Ioannis Chatzigiannakis et Paul G. Spirakis, New models for population protocols : Synthesis Lectures on Distributed Computing Theory, San Rafael, Calif, Morgan & Claypool, 2011, 140 p. (ISBN 978-1-60845-589-8, lire en ligne)
- Josep Díaz, Maria J. Serna, Paul G. Spirakis et Jacobo Torán, Paradigms for fast parallel approximability (Reprint from 1997), Cambridge University Press, coll. « Cambridge international series on parallel computation » (no 8), 2009, 166 p. (ISBN 978-0-521-43170-5, présentation en ligne).

Paul Spirakis a aussi dirigé plus de 20 thèses de doctorat.